# معیار یکنوایی

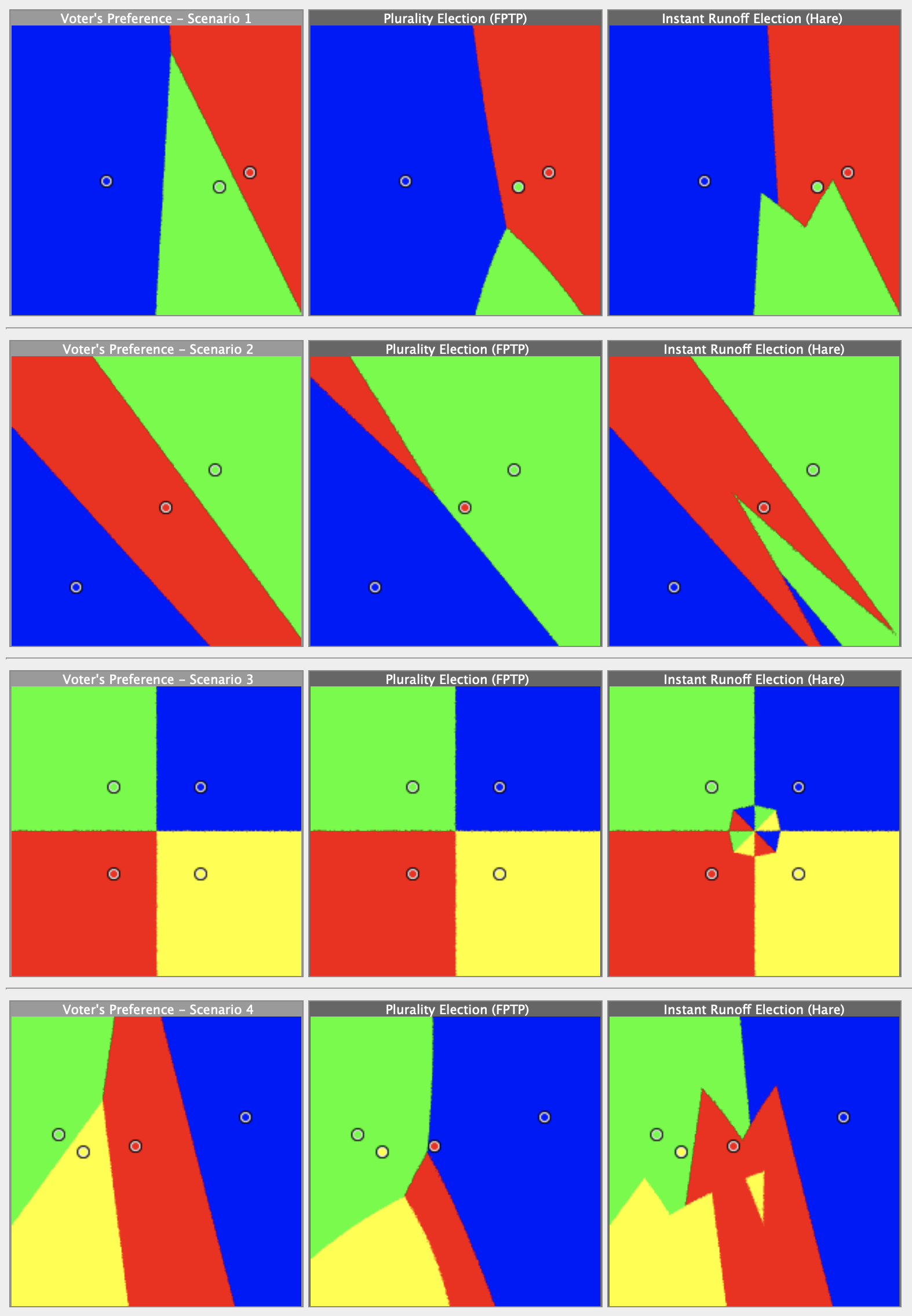
معیار یکنوایی

معیار یکنوایی (به انگلیسی: monotonicity) از معیارهای انتخاباتی است که ریاضی‌دانان با کمک آن‌ها نظام‌های انتخاباتی را ارزیابی می‌کنند. یک نظام انتخاباتی یکنواست اگر شرط زیر برای هر نامزد x برقرار باشد: هرگاه x برنده (یا یکی از برندگان) انتخابات باشد و رأی‌دهنده‌ای برگهٔ رأی ترجیحی‌اش را به نحوی تغییر دهد که x یک رتبه بالاتر رود (جای x را با بغلی‌اش عوض کند)، x باید همچنان برندهٔ انتخابات باقی بماند. شهود پشت معیار یکنوایی آن است که اگر نامزدی پیشتر برندهٔ انتخابات شده است و کسی برگهٔ رأیش را باز به نفع او تغییر می‌دهد (ولی نه به نفع هیچ نامزد دیگری)، آنگاه نامزد برنده باید همچنان برنده باقی بماند.
نورمی و فلزنتال، یکنوایی را مهم‌ترین معیار انتخاباتی می‌دانند به‌گونه‌ای که نظام‌های ناقض این معیار، اصلاً نباید معقول در نظر گرفته شوند.
رأی بدیل و انتخابات دو مرحله‌ای این معیار را برآورده نمی‌کنند. رأی‌گیری امتیازی این معیار را برآورده می‌کند.